# Hadena hethlandica
Hadena hethlandica là một loài bướm đêm trong họ Noctuidae.